# Breziny
Breziny este o comună slovacă, aflată în districtul Zvolen din regiunea Banská Bystrica. Localitatea se află la altitudinea de 366 m deasupra n.m., se întinde pe o suprafață de 5,48 km2 și în 2017 număra 374 de locuitori.

## Demografie
| An:                | 1994 | 2004 | 2014   | 2024   |
| ------------------ | ---- | ---- | ------ | ------ |
| Număr de persoane: | 310  | 341  | 358    | 377    |
| Diferență:         |      | +10% | +4,98% | +5,30% |

| An:                | 2023 | 2024   |
| ------------------ | ---- | ------ |
| Număr de persoane: | 370  | 377    |
| Diferență:         |      | +1,89% |